# Geuyarkh
Geuyarkh est un village de la région de Tərtər en Azerbaïdjan.

## Histoire
En 1993-2020, le village était sous le contrôle des forces armées arméniennes. En 2020, le village de Geuyarkh a été restitué sous le contrôle de l'Azerbaïdjan.

## Économie
La principale occupation de la population du village de Geuyarkh est l'élevage et l'agriculture.